# NGC 3021
NGC 3021 is een spiraalvormig sterrenstelsel in het sterrenbeeld Kleine Leeuw. Het hemelobject werd op 7 december 1785 ontdekt door de Duits-Britse astronoom William Herschel.

## Synoniemen
- UGC 5280
- MCG 6-22-19
- ZWG 182.25
- KUG 0947+337
- IRAS 09479+3347
- PGC 28357